# Jakob Clerck (lagman)
Jakob Clerck, född 1667, död 17 augusti 1735, var svenskt hovrättsråd, lagman och häradshövding.

## Biografi
Han blev 1694 häradshövding i Kinne, Skånings, Vilske, Åse och Kållands härader samt Kinnefjärdings tingslag. Assessor i Göta hovrätt 1709 samt 1718-1719 lagman i Hallands lagsaga.. Han blev hovrättsråd i Stockholm 1728. Han adlades 1699.
Vid riksdagen 1719 gjorde adeln i Halland i likhet med vad man tidigare gjort i Skåne ett försök att införa lokala ombud vid riksdagsförhandlingarna och Jakob Clerk utsågs i samband med det som befullmäktigat ombud för Hallands adel.
Han var son till Jakob Clerck (ca. 1636–1679) och Catharina Carlsdotter (1645–1703). Han var gift med Jonas Rudberus dotter Magdalena Rudbera (f. 1671).